# Христодул Божиков
Христодул (Христораб) Божиков е български възрожденски просветен и църковен деец в Източна Македония, свещеноиконом.

## Биография
Роден е в лъгадинското село Сухо. Учителства в близкото село Висока, където преподава по килийната метода. В учебната си практика използва църковните книги псалтир, октоих, апостол и антологион. Превежда богослужебни текстове от гръцки език на местно българско наречие. В 1862 година заменя преподаването гръцки с обучение на български език, което се отразява положително на учебния процес. През 1863 година напуска селото и отива в Сяр, където е учител и певец в църквата „Свети Антоний“. Наскоро след това отново учителства във Висока. Негов ученик е свещеник Иван Маджаров. Около 1866 година отново се установява в Сяр. Тук той става църковен певец, а по-късно – свещеник. След учредяването на Българската екзархия през 1870 година, той остава лоялен на Цариградската патриаршия, макар че осъзнава българската си народност.
В периода 1862 – 1880 година Божиков води кореспонденция със Стефан Веркович, който е чест гост в дома му в Сяр. Веркович го учи да пише на български с кирилица. Той активно му сътрудничи за събиране на фолклорни материали, стари монети и статистически данни. Поддържа контакти с възрожденците Андрей Анастасов и Вениамин Мачуковски. Като израз на българско си самосъзнание, понякога използва името Христораб (т.е. раб на Христа), български превод на рожденото му име.
През 1896 година свещеник Иван Маджаров, пише за него в спомените си:
| „ | Правеше ми силно впечатление този учител, постоянно четеше и превеждаше слова от гръцките книги на прост български език и го произнасяше в черквата за поука на народа. Той се признаваше, че е българин и без стеснение изповядваше народността си, макар да не беше проникнала по това време още българската наука и българския черковен въпрос не беше още известен по нашите села. | “ |